# Zinswiller
Zinswiller es una localidad y comuna francesa, situada en el departamento de Bajo Rin de la Región de Gran Este.
La comuna está ubicada en los límites del Parque natural regional de los Vosgos del Norte.

## Demografía
| Gráfica de evolución demográfica de Zinswiller entre 2005 y 2019 |
|                                                                  |

Fuentes: INSEE.

## Políticos
Elecciones Presidential Segunda Vuelta:
| Elección | Elección | Candidato Ganador | Partido | %     |
| -------- | -------- | ----------------- | ------- | ----- |
|          | 2022     | Marine Le Pen     | RN      | 63,35 |
|          | 2017     | Marine Le Pen     | FN      | 63,92 |
|          | 2012     | Nicolas Sarkozy   | UMP     | 68,09 |
|          | 2007     | Nicolas Sarkozy   | UMP     | 71,16 |
|          | 2002     | Jacques Chirac    | RPR     | 63,41 |